# Чупкова, Николь
Ни́коль Чу́пкова (словац. Nicol Čupková; 4 ноября 1992, Кошице, Чехословакия) — словацкая хоккеистка, нападающая женской сборной Словакии и российской команды «Агидель».  Участница зимних Олимпийских игр 2010.

## Клубная карьера
Она родилась в городе Кошице, но с детства жила и росла в городе Михаловце, где начала играть в хоккей, когда ей было только четыре года. Она начала играть в командах мальчиков в городах Михаловце и Требишов, потому что в этих городах не было женской команды.
В сезоне 2005/06 она играла в женской команде «Шаришанка» из города Прешова. В течение последующих двух сезонов она играла в команде клуба ШКП из города Попрада (2006/07), затем вернулась в «Шаришанку» (2007/08). В то же время в этих трёх сезонах играла в юношеской мужской команде клуба «Младеж» из Михаловце.
Летом 2008 года Николь перебралась в клуб «Слован» из Братиславы. Там она играла следующие два сезона.
После окончания зимних Олимпийских игр женский хоккейный клуб «Слован» был распущен, и Николь Чупкова вернулась домой в г. Михаловце, где она окончилась сезон в молодёжных командах мальчиков. Летом 2010 года женский «Слован» был восстановлен и Николь стала снова игроком этой команды.

### Первый интерес с российской стороны
Перед сезоном 2010/11 интерес к Николь Чупковой проявили несколько российских и европейских клубных команд, в том числе клуб «Торнадо» из Московской области, где в сезоне 2009/10 играли два другие словачки — Яна Капустова и Петра Правликова. Николь получила предложение присоединиться к команде в летних тренировочных лагерях, но у ней была травмирована рука и в тренировках она участие принимать не могла. В итоге она осталась в Словакии.

### Николь стала игроком команды «Агидель» из Уфы
Новый интерес с российской стороны к Николь Чупковой проявила команда «Агидель» из Уфы. В октябре 2011 года Николь стала новым игроком этой команды. В марте 2012 года она завоевала с командой «Агидель» бронзовую медаль в Чемпионате России. В настоящее время Николь является альтернативным капитаном команды.

## Национальные сборные
В словацкой женской сборной первый раз сыграла в марте 2006 года, когда ей было всего 13 лет.

### Женская сборная
- ноябрь 2008: 1-е место на турнире олимпийской квалификации в Германии[4];
- апрель 2009: 1-е место на турнире первого дивизиона чемпионата мира в Австрии (выход в элитный дивизион 2011 года в Швейцарии)[5];
- февраль 2010: 8-е место на зимних Олимпийских играх в Канаде, где она забросила 1 шайбу и сделала 2 голевые передачи[6].

### Молодёжная сборная до 18 лет
- декабрь 2008 — январь 2009: 3-е место на турнире первого дивизиона чемпионата мира в Франции, забросила 4 шайбы и сделала 2 голевые передачи, была капитаном команды[7];
- апрель 2010: 3-е место на турнире первого дивизиона чемпионата мира в Словакии, забросила 7 шайб (в том числе 5 в матче с Казахстаном) и сделала 2 голевые передачи, снова была капитаном команды[8], по итогам розыгрыша была признана Международной федерацией хоккея с шайбой самым полезным игроком турнира[9].

## Статистика в сборной
| Год  | Сборная      | Турнир                           | Игры | Голы | Передачи | Очки | Минуты штрафа |
| ---- | ------------ | -------------------------------- | ---- | ---- | -------- | ---- | ------------- |
| 2009 | Словакия U18 | Чемпионат мира U18 (I дивизион)  | 4    | 4    | 2        | 6    | 10            |
| 2010 | Словакия U18 | U18DI                            | 5    | 7    | 2        | 9    | 6             |
| 2008 | Словакия     | Олимпиада (квалификация)         | 3    | 0    | 0        | 0    | 2             |
| 2009 | Словакия     | Чемпионат мира (I дивизион)      | 5    | 0    | 0        | 0    | 0             |
| 2010 | Словакия     | Олимпиада                        | 5    | 1    | 2        | 3    | 0             |
| 2011 | Словакия     | Чемпионат мира (высший дивизион) | 5    | 0    | 0        | 0    | 0             |
| 2012 | Словакия     | Чемпионат мира (высший дивизион) | 5    | 3    | 3        | 6    | 2             |